# Frosktjärnen (Bodsjö socken, Jämtland)
Frosktjärnen är en sjö i Bräcke kommun i Jämtland och ingår i Ljungans huvudavrinningsområde.